# Bruguers
Bruguers es una entidad de población española del municipio de Mayá de Moncal, perteneciente a la provincia de Gerona, en la comunidad autónoma de Cataluña. En 2022, tenía empadronados 99 habitantes.